# Famille Sulyok
Sulyok de Lekcse et Alsószopor (lekcsei és alsószopori Sulyok en hongrois) est le patronyme d'une ancienne famille de la noblesse hongroise.

## Origines
Originaire du comitat de Szatmár, elle s'installe par la suite dans celui de Bács. La famille Sulyok remonte à l'époque du roi André II de Hongrie, au XIIIe siècle, qui leur fait don du domaine de Lekcse.

## Membres notables
- György Sulyok (fl. 1436-1479), vice-ban de Macsó.
- György Sulyok, ambassadeur du comté de Bács à la Diète de 1447.
- György Sulyok (hu), évêque de Pécs (1526–1535 ; 1537–1538).
- Imre Sulyok (en) (†1578), chancelier de Transylvanie de 1576 à sa mort.
- Krisztina Sulyok de Lekcse épouse de György Bocskai et mère de Erzsébet Bocskai (hu) (1550-1581), épouse du prince de Transylvanie Christophe Báthory.
- András Sulyok (fl. 1436-1470), gouverneur du château (várnagy) de Velike.
- Miklós Sulyok (fl. 1330), alispán de Baranya.
- Péter Sulyok (fl. 1340-1354), alispán de Bodrog.
- János Sulyok (fl. 1642-1647) , alispán de Szatmár.
- Ferenc Sulyok (fl. 1663-1676), alispán de Szatmár.

## Liens, sources
- Iván Nagy: Magyarország családai, Budapest
- Siebmacher: Wappenbuch, Der Adel von Ungarn, 1893 - Blasons de la famille Sulyok